# وكالة مهر للأنباء
وكالة مهر للأنباء (بالفارسية: خبرگزاري مهر) هي وكالة أنباء إيرانية. أنشأت في طهران في العام 2003. الوکالة لديها 14 خدمة خبرية فعالة في اقسام الثقافة والأدب، الثقافة والفن، الدين والفكر، الحوزة والجامعة، التقنيات الحديثة، الشؤون الاجتماعية، الاقتصاد، السياسة، الشؤون الدولية، الرياضة، الطاقة النووية، الدفاع المقدس، الصور والجرافيك.
كذلك لديها 5 مكاتب إقليمية و30 مكتبا محليا نشطا في جميع أنحاء البلاد وأكثر من 300 مراسل ومحرر يعملون في هذه المكاتب.
تبث وكالة مهر، خدمتها الأخبارية بسبع لغات رسمية وهي الإنجليزية والفارسية والعربية والأردو والتركية والكردية.
وعقدت وكالة مهر للانباء اتفاقيات تعاون مع 17 وكالة أجنبية وهي شينخوا (الصين)، كيودو (اليابان)، بي تي آي (الهند)، برناما (ماليزيا)، يونهاب (كوريا الجنوبية)، في أن أي (فيتنام)، افي (إسبانيا)، برنسا لاتينا (كوبا)، جيهان (تركيا)، آنتارا (إندونيسيا)، ترند (أذربيجان)، مونتسامه (منغوليا)، سانا (سوريا)، أي بي بي (باكستان)، بی ان ای (فیلیبین)، آوا (أفغانستان) وبيرولي (جورجيا).
وانضمت الوكالة إلى عضوية اتحاد وكالات أنباء آسيا والمحيط الهادئ (آوانا) في عام 2007 أثناء انعقاد الاجتماع الثالث عشر للجمعية العامة للإتحاد في العاصمة الأندونيسيةجاكرتا.
واستضافت في عام 2009 بطهران الاجتماع الحادي والثلاثين للجنة التنفيذية والاجتماع الخامس للجنة الفنية لإتحاد وكالات أنباء آسيا والمحيط الهادئ، وابتكرت لأول مرة تصميم علم آوانا.
وشاركت وكالة مهر للانباء بشكل فاعل في مؤتمرات دولية هامة مثل الأولمبياد الإعلامي (الصين 2009)، مؤتمر مدراء وكالات أنباء اتحاد آوانا (كوريا الجنوبية 2010) والاجتماع الرابع عشر للجمعية العامة لاتحاد آوانا (إسطنبول 2010)، وشاركت بصفة ضيف خاص في المؤتمر الدولي الثالث لوكالات الأنباء (الأرجنتين 2010)، كما شاركت في الاجتماع الفني والتنفيذي لآوانا في منغوليا عام 2011.

## مدراء الوكالة
يعتبر برويز اسماعيلي الذي يشتغل حالياً مساعد رئيس مكتب رئاسة الجمهورية لشؤون الاتصال والاعلام، أول مدير لوكالة مهر للأنباء تبعه رضا مقدسي.
ويتولى إدارة المؤسسة حالياً الدكتور علي عسكري.
ومن الوجوه المعروفة التي اشتغلت في الوكالة كانت المحلل السياسي حسن هاني زاده والذي تبوأ منصب رئيس تحرير القسم العربي  وثم أصبح مديرا لقسم الاخبار الخارجية في وكالة مهر للأنباء وحالياً يشتغل لقناة الأهواز.
يذكرأن المحلل السياسي الإيراني محمد مظهري يتبوأ منصب رئاسة تحرير النسخة العربية لوكالة مهر للأنباء منذ عام2014.

## وصلات خارجية
- وكالة مهر للأنباء (عربي)
- حساب وكالة مهر للأنباء على تويتر
- حساب وكالة مهر للأنباء على انستغرام (النسخة العربية)